# Bukowina (Fluss)
Der Fluss Bukowina (deutsch: Buckowin) verläuft in der polnischen Woiwodschaft Pommern in Ost-West-Richtung von der Kaschubischen Schweiz (polnisch: Pojezierze Kaszubski) bis zur Lupow (Łupawa).
Die Bukowina entspringt westlich von Sierakowice (Sierakowitz, 1942 Rockwitz, 1943–45 Sierke) bei Łyśniewo Sierakowickie (Lißniewo, 1943–45 Lischnau). Auf einer Länge von 28,6 Kilometern durchfließt sie den Jezioro Trzono (Trzonosee), den Jezioro Kamienicki (Buckowiner See) und den Jezioro Święte (Swantesee), bevor sie bei Kozin (Kosemühl) in die Łupawa (Lupow) mündet.
In ihrem Verlauf passiert die Bukowina die Orte Załakowo (Sallakowo, 1942–45 Salkau), Skrzeszewo (Schrödersfelde), Siemirowice (Schimmerwitz) und Oskowo (Wutzkow) in den Gemeindegebieten Sierakowice (Sierakowitz), Cewice (Zewitz) und Czarna Dąbrówka (Schwarz Damerkow) in den drei Kreisen Kartuzy (Karthaus), Lębork (Lauenburg (Pommern)) und Bytów (Bütow) – ehemals von der Provinz Westpreußen in die Provinz Pommern.
Die Bukowina ist als besonderes Schutzgebiet „Natura 2000“ der „Dolina Łupawa“ (Lupowtal) der Europäischen Union ausgewiesen. Vom Jezioro Kamienicki bis zur Mündung (und dann weiter auf der Lupow) stellt der Fluss eine attraktive Kanustrecke dar.